# Dyakina apicigera
Dyakina apicigera är en kackerlacksart som först beskrevs av Walker, F. 1868.  Dyakina apicigera ingår i släktet Dyakina och familjen småkackerlackor. Inga underarter finns listade i Catalogue of Life.